# Parroquia de Hanover
La Parroquia de Hanover es una de las catorce parroquias que forman la organización territorial de Jamaica, se localiza dentro del condado de Cornwall.

## Demografía
La superficie de esta división administrativa abarca una extensión de territorio de unos 450,4 kilómetros cuadrados. La población de esta parroquia se encuentra compuesta por un total de 68 000 personas (según las cifras que arrojó el censo llevado a cabo en el año 2001). Mientras que su densidad poblacional es de unos 150 habitantes por cada kilómetro cuadrado aproximadamente.

## Geografía
La ciudad capital, Lucea está situada en: latitud 18°25'N, longitud 78°08'O. La parroquia tiene un terreno montañoso, con la costa marcada por calas y bahías. Hannover tiene una superficie de 450,4 km². El punto más alto en la parroquia es Dolphin's Head, que sirve como un punto de referencia para los buques en el mar. La parroquia cuenta con tres pequeñas cascadas, varias calas a lo largo de su costa y cuevas de gran tamaño. En el centro de Lucea se encuentra una torre. A pesar de que se instaló en 1817, sigue siendo plenamente funcional.

## Cultura
Hannover es una parroquia muy tradicional, y hoy, algunos de los viejos movimientos jamaicanos de la danza se practican allí. Las prácticas de Kumina y otras prácticas espirituales se pueden también considerar en Hannover.